# 清华东路西口站
清华东路西口站是一个位于中国北京市海淀区学院路街道与东升地区交界荷清路、双清路、清华东路交叉口，属于北京地铁15号线的地铁车站。15号线车站已于2014年12月28日随15号线一期西段投入使用。13号线车站于2024年5月开工建设。

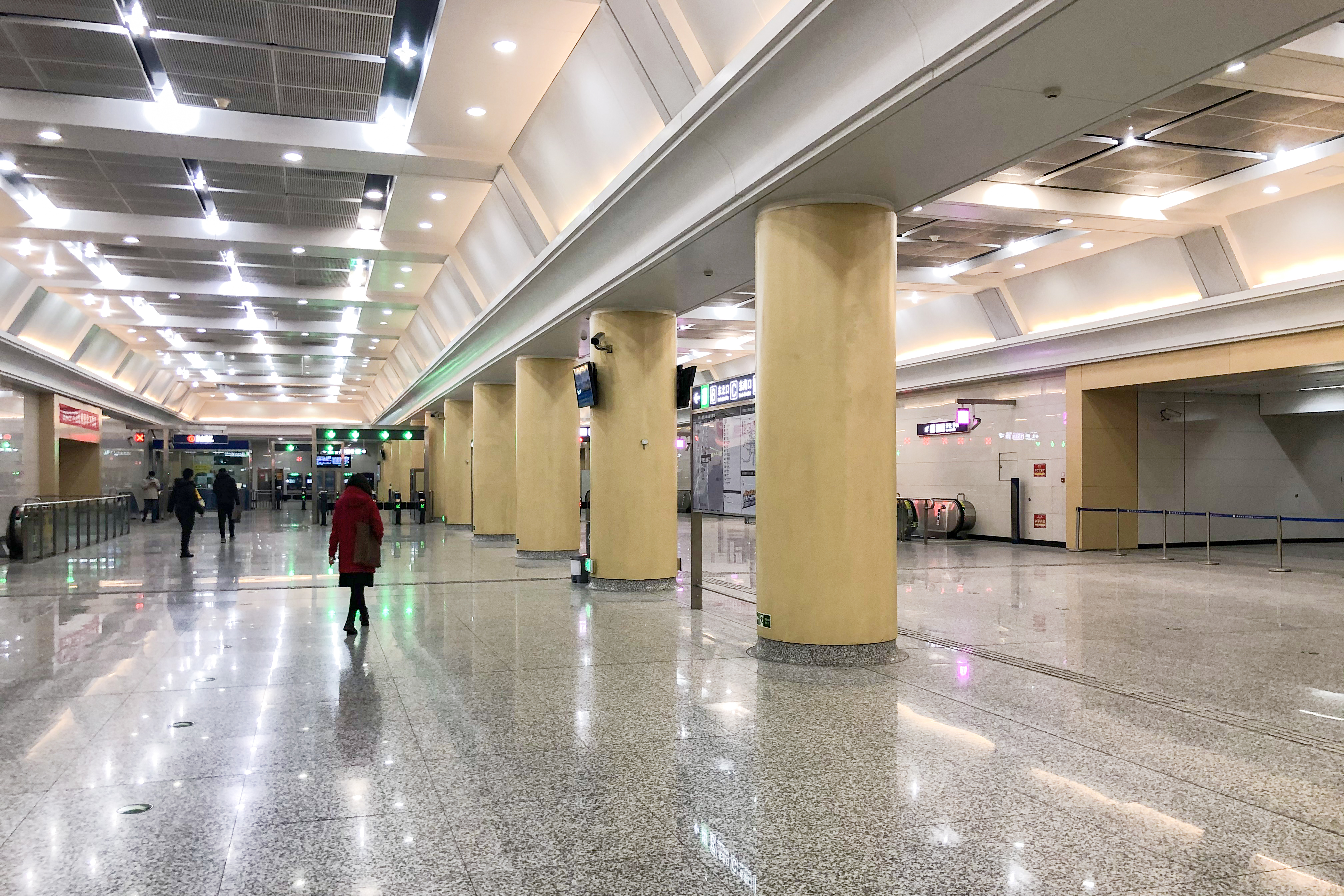
15号线清华东路西口站厅（2021年1月摄）

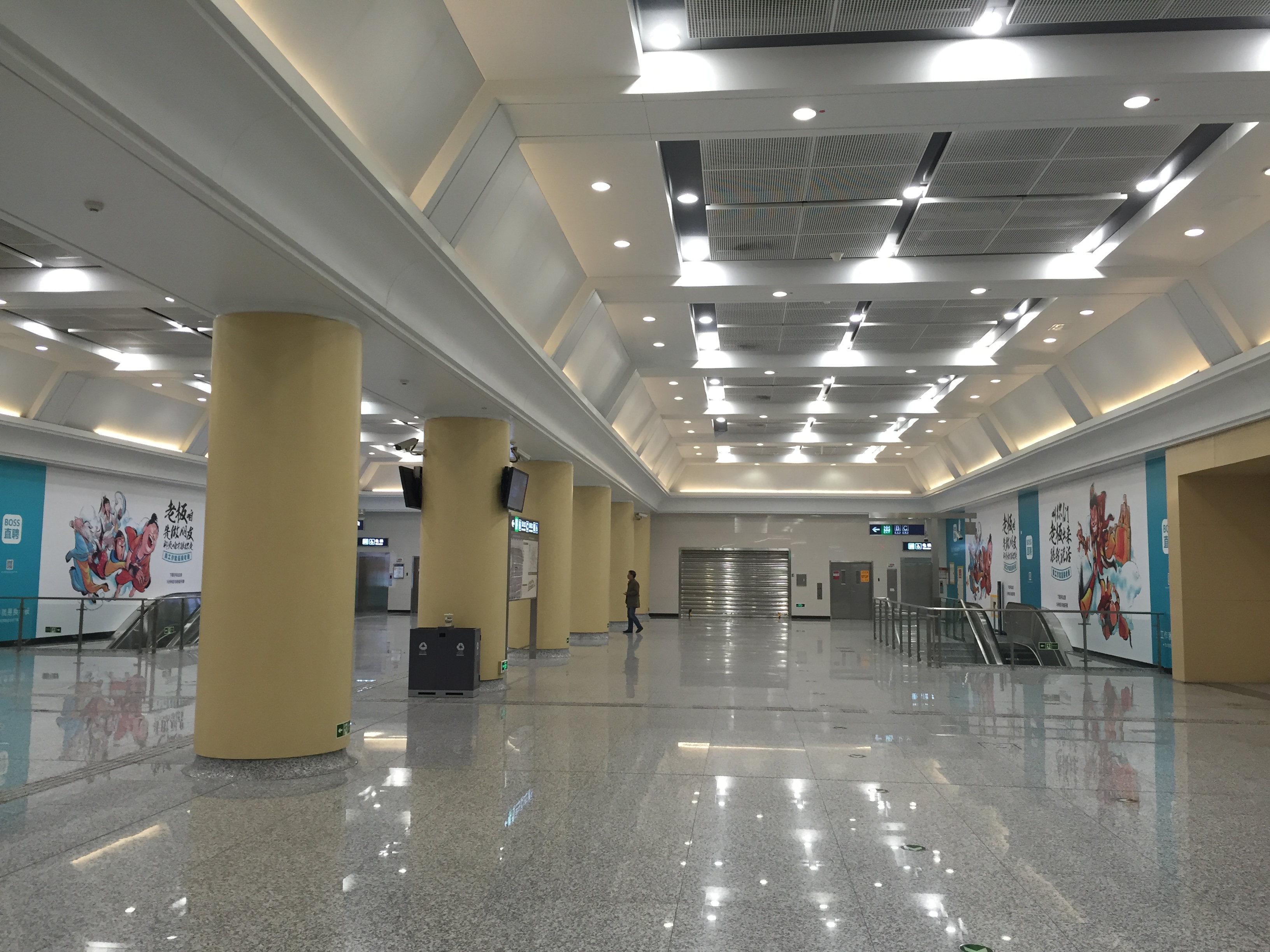
13号线清华东路西口换乘通道预留（2016年3月摄）

## 位置
清华东路西口站15号线车站位于清华东路（东西向）同双清路（西南－东北走向）、王庄路（南北向）、京张城际铁路（南北向）交汇处，双清路道口北侧，13号线车站位于铁路西侧，与铁路平行呈南北走向，15号线车站位于铁路东侧，呈东西走向。

## 命名争议
由于车站位于清华大学与北京林业大学之间，2013年11月车站命名公示为“清华东站”引发了林大师生的不满，并在网上引发了争论。林大师生认为车站距林业大学更近，车站应该叫做“北京林业大学站”。

## 结构
13号线建设时并没有建设此站，仅预留了加站条件，计划实施为高架侧式车站。15号线车站为地下车站，同样为侧式站台设计，采用暗挖法施工。亦是15号线唯一一座设有侧式月台的车站。15号线东端设有一条渡线，共列车进行站前折返。西端设有交叉渡线，供15号线所有列车进行站后折返，正线尽头预留往西延伸至西苑的条件。

### 车站楼层
| 地面层          | 出入口                   | B－C出入口                       |
| 地下一层 站厅层 | 15号线站厅               | 客务中心、自动售票机、进出站闸机 |
| 地下二层 站台层 | 側式月台，右側開門       | 側式月台，右側開門               |
| 地下二层 站台层 | █ 15号线终点站 落客月台  |                                  |
| 地下二层 站台层 | █ 15号线往俸伯（六道口） |                                  |
| 地下二层 站台层 | 側式月台，右側開門       |                                  |

### 站台
15号线车站设两个側式月台，位于清华东路地底，全部月台均設有月台幕門。

## 出入口
|                       |          |                  |      |            |
| 编号                  | 指示     | 建议前往的目的地 | 照片 | 无障碍设施 |
| 出口 · B              | 清华东路 |                  |      | 不適用     |
| 出口 · C · 升降机标志 | 清华东路 | 清华同方科技广场 |      |            |
| 註： 設有             |          |                  |      |            |